# Bodrogszegi Várhegy
Bodrogszegi Várhegy este o arie protejată (arie specială de conservare — SAC, sit de importanță comunitară — SCI) din Ungaria întinsă pe o suprafață de 41,99 ha, integral pe uscat.

## Localizare
Centrul sitului Bodrogszegi Várhegy este situat la coordonatele 48°12′02″N 21°21′41″E / 48.200556°N 21.361389°E.

## Înființare
Situl Bodrogszegi Várhegy a fost declarat sit de importanță comunitară în mai 2004 pentru a proteja 2 specii de plante și 4 specii de animale. Situl a fost protejat și ca arie specială de conservare în februarie 2010.

## Biodiversitate
Situată în ecoregiunea panonică, aria protejată conține 5 habitate naturale: Păduri panonice cu Quercus pubescens, Pajiști uscate seminaturale și facies de acoperire cu tufișuri pe substraturi calcaroase (Festuco-Brometalia) (* situri importante pentru orhidee), Tufărișuri subcontinentale peripanonice, Pajiști stepice subpanonice, Păduri panonice-balcanice de stejar turcesc - stejar sesil.
La baza desemnării sitului se află mai multe specii protejate:
- plante (2): Iris aphylla subsp. hungarica, sisinei (Pulsatilla grandis)
- nevertebrate (4): croitorul mare al stejarului (Cerambyx cerdo), fluturele de noapte (Eriogaster catax), Gortyna borelii lunata, rădașcă (Lucanus cervus)

Pe lângă speciile protejate, pe teritoriul sitului au mai fost identificate 7 specii de plante, 1 specie de amfibieni, 2 specii de nevertebrate, 3 specii de reptile.